# 홍콩의 기독교
홍콩의 기독교는 홍콩의 기독교 역사를 말한다.

## 가톨릭
1842년 난징 조약으로 홍콩이 청나라에서 영국에 할양되었다. 그와 동시에 교황 그레고리오 16세는 홍콩에 가톨릭 선교구를 두었다.

## 성공회
역시 1842년에 영국 성공회가 홍콩에 선교구를 두었다. 이후 홍콩을 기점으로 성공회가 중국, 일본, 한국 등 각국에서 선교를 하게 되었다. 홍콩성공회는 1944년 세계성공회공동체 역사 최초로 여성사제서품을 허용한 첫 성공회교회이다.

## 개신교
루터교, 침례교, 감리교, 구세군,  안식일교,등이 홍콩에 들어와 활동하고 있다.